# Alton and Jimmy
Alton and Jimmy waren ein US-amerikanisches Rockabilly-Duo, die bei Sun Records unter Vertrag standen.

## Geschichte
Alton Lott (* 17. Juni 1940) und Jimmy Harrell (* 16. November 1936) waren Cousins und wurden beide in Hillsboro, Mississippi, im Haus ihres Großvaters geboren. Harrells Vater Monroe Harrell und Lotts Mutter Peggy Lott waren Geschwister und zusammen mit Evaughn Lott, Lotts Vater, spielten beide ab einem frühen Alter in verschiedenen Country-Bands, die professionell in den Südstaaten spielten. Alton und Jimmy wurden maßgeblich von den Country-Stars, die über die Grand Ole Opry zu hören waren, und durch Gospel beeinflusst. In den 1950er-Jahren kamen Rhythm-&-Blues-Musiker wie B.B. King und Muddy Waters sowie Rock’n’Roll-Musiker wie Little Richard, Elvis Presley, Fats Domino, Carl Perkins und Buddy Holly als Einflüsse hinzu.
Jimmy trat nach seinem Schulabschluss 1954 der US Navy bei und wurde in San Diego stationiert. Dort sah er ein Konzert des Rockabilly-Stars Gene Vincent und gründete daraufhin zusammen mit Bob Allen und Bob Cohen die Jim-Bobs, mit denen er Country und Rockabilly spielte. Nachdem Jimmy entlassen worden war, zog er mit Alton nach Jackson, Mississippi, wo beide als Alton & Jimmy Auftritte absolvierten, im lokalen Radio und Fernsehen auftraten sowie erste Songs schrieben. 1958 spielten sie Johnny Vincent, Besitzer von Ace Records vor und nahmen mit Huey „Piano“ Smith am Klavier die Titel I Got It Made (In the Shade) und Looking for Someone für Ace auf. Diese Session blieb jedoch unveröffentlicht.
Kurz danach traten Alton und Jimmy im Louisiana Hayride auf und bekamen auf Vermittlung von Tillman Franks einen Plattenvertrag mit Sam Phillips’ Label Sun Records. Phillips arrangierte eine Session am 5. April 1959 mit den Studiomusikern Roland Janes (Gitarre), Billy Lee Riley (Bass) und Jimmy Van Eaton (Schlagzeug). Die Songs Have Faith In My Love und No More Crying the Blues aus dieser Session wurden im Sommer 1959 auf Sun veröffentlicht. Zwei Monate später fand erneut eine Session statt, deren Material jedoch nicht verwandt wurde.
Nachdem Alton und Jimmy keinen Erfolg bei Sun hatten, zerbrach das Duo und Jimmy kehrte zur Navy zurück, wo er bis 1993 blieb und in den Rang eines Captains kam. In den Jahren 1959 und 1960 spielte er, während er auf der USS Saratoga stationiert war, mit der Band Jimmy and Gene and the Rhythm Knights in Jacksonville, Florida und im Mittelmeergebiet. Alton blieb in den Vereinigten Staaten weiterhin als Studio- und Tour-Musiker aktiv und spielte mit Andy Anderson, Murray Kellum, Buddy Rogers und B.B. Boone.
Alton lebt heute in Grandview, Missouri, und Jimmy in Jacksonville, Florida. 1998 spielte das Duo, nach 39 Jahren, wieder gemeinsam den Song Rockin‘ in the Shadow of Sun im Sun Studio ein. Jimmy tritt bis heute auf und schreibt Songs. Alton und Jimmy wurden in die Rockabilly Hall of Fame aufgenommen.

## Diskographie
| 1959                    | No More Crying the Blues / Have Faith In My Love                                                                      | Sun 323 |
| Unveröffentlichte Titel | |         |
| 1958                    | - I Got It Made (In the Shade) - Looking For Someone                                                                  | Ace     |
| 1959                    | - I Just Don’t Know - No More Crying the Blues (alt. Version) - The Longest Walk - What’s the Use - Why Do I Love You | Sun     |